# Stenostephanus jamesonii
Stenostephanus jamesonii là một loài thực vật có hoa trong họ Ô rô. Loài này được (Wassh.) Wassh. miêu tả khoa học đầu tiên năm 1999.